# Sindong-myeon
Sindong-myeon (koreanska: 신동면) är en socken i kommunen Chuncheon i provinsen Gangwon i den norra delen av Sydkorea, 70 km nordost om huvudstaden Seoul. 